# 서정춘
서정춘(1941년 9월 21일 ~ )은 대한민국의 시인이다.
1968년 신아일보 신춘문예에 〈잠자리 날다〉가 당선되면서 등단했다.

## 수상
- 2004년 제1회 순천문학상
- 2001년 제3회 박용래 문학상

## 작품
- 《죽편》(竹篇. 동학사, 1996) ISBN 8971905360